# 光復橋
光復橋元の名前昭和橋、台北市萬華区西園路2段と新北市板橋区中山路2段を結ぶ橋で、板橋区埔墘と萬華區の間の新店川上に架かっている。 バイクと自動車が共用する双方向2車線の道路で、自動車専用道路はなく、双方向に歩行者・自転車用の舗装が施されている。

## 沿革
- 板橋区長在任中（1924〜1930）、炭鉱王・山本芳信は、新店川の橋の問題を解決するために台北州に懇願していた。 市長を辞めた後も台北州議会議員であった山本は、議会で橋の建設の重要性を訴え、1931年に23万円の建設予算を獲得することができた。 翌1932年、昭和大橋の建設が始まった。
- 1933年、昭和橋全長369メートル、幅4.5メートルの橋が完成した。 アバディーンと方橋番所を結んでいます。
- 1968年11月1日、橋はすでに老朽化し、通行量も10トンしかなかったため、交通量に圧倒された。
- 1975年、台北と板橋間の交通量の急増に伴い、台北の西園路と板橋中山路の間に光復橋を架け直し、同時に板橋中山路も拡幅して、交通量を増加させることに成功した。 新しい橋は、長さ712メートル、正味幅20メートルで、4車線（合計15メートル）と2つの歩道（各2.5メートル）で構成されています。
- 当初はイースター休暇に合わせて1977年10月25日に開通する予定だったが、工事の一部が未完成だったため12月1日に再開通した。 橋が完成したのは翌年の2月、総工費は2億6360万台湾ドルであった。
- 建設当初は橋を渡る際に通行料を徴収していたが、市民の反発を受け、台湾政府と中央政府が合意し、1987年1月1日から通行料を徴収しないようになった。
- 1995年には、この橋で憲兵が殺され、「光復橋事件」と呼ばれる事件が起きた。
- 2010年10月27日、光復橋が再建され、開通した。 新しい光復橋は、赤と白の鋼製プレストレス斜張橋で、3m高いアプローチ道路とLED案内板を備えています。 橋の左右にある2本の牽引レーンは、堤防の外側の高浜にある自転車道とつながり、牽引レーンを通じて自転車ネットワークを結んでいます。

## 周辺
- 台北市立雙園中学
- 台北市立雙園小学
- 台北市立華江高級中学
- 新北市立光復高校